# Manuel Rivero Collada
Manuel Rivero Collada (Villaviciosa, Oviedo, España, 19 de agosto de 1862-Sevilla, Sevilla, España, 28 de noviembre de 1927) fue un empresario y banquero español de México y España. Fue considerado como uno de los hombres de negocios más importantes de la ciudad de Puebla, dueño de diversas fábricas textiles y haciendas, y fundador del Banco Oriental de México. Fungió como vicecónsul de España en Puebla y presidente del Centro Industrial Mexicano (CIM), organización patronal textil de los estados de Puebla y Tlaxcala. En 1916, regresó a Sevilla donde vivió hasta su muerte en 1927.

## Inicios
Nació en Villaviciosa, Oviedo,el 19 de agosto de 1862. Hijo de Juan Rivero y Luisa Collada. Desde su juventud migró a Sevilla, conoció a Alejandro Quijano y González, un indiano que poseía propiedades y negocios en Puebla y Oaxaca, que obtuvo cuando vivió en esas ciudades. En enero de 1885 se casó con Concepción Quijano y Quijano, hija de Alejandro Quijano, y con quien tuvo cuatro hijos: José Luis, Jesús, María del Carmen y Fernando. En la década de 1880, emigró a Puebla para hacerse cargo de todos los negocios que su suegro le confió. Gracias a los contactos de Alejandro Quijano, 

## Carrera empresarial
En 1898 formó, junto con Alejandro Quijano y José Antonio Quijano (único hijo varón de Alejandro), la sociedad Quijano y Rivero, con la finalidad de explotar y modernizar la hacienda El Mayorazgo, que, hasta entonces, estaba dedicado a la producción agropecuaria, con un matadero y molino de trigo. La modernización de la hacienda incluyó la construcción de la homónima fábrica de producción textil, la cual llegó a ser la segunda fábrica de hilados y tejidos más importante del estado. Se asoció con empresarios de la Ciudad de México y Oaxaca para participar en dos fábricas de blanqueo y estampe. La sociedad no fue exitosa, por lo que a la postre ambas pasaron a manos de Quijano y Rivero. Así, desde 1906 se quedaron con La Esperanza, que estaba en Puebla, y a raíz de su quiebra en 1908 con La Maravilla, ubicada en el Distrito Federal.
En 1914 Rivero Collada compró el rancho de Castillotla que, junto a El Mayorazgo, sumaban una extensión total de 1,384 hectáreas. Así se convirtió en el mayor terrateniente del municipio de Puebla al tener el 23 por ciento de su superficie agrícola.

## Incursión en la banca

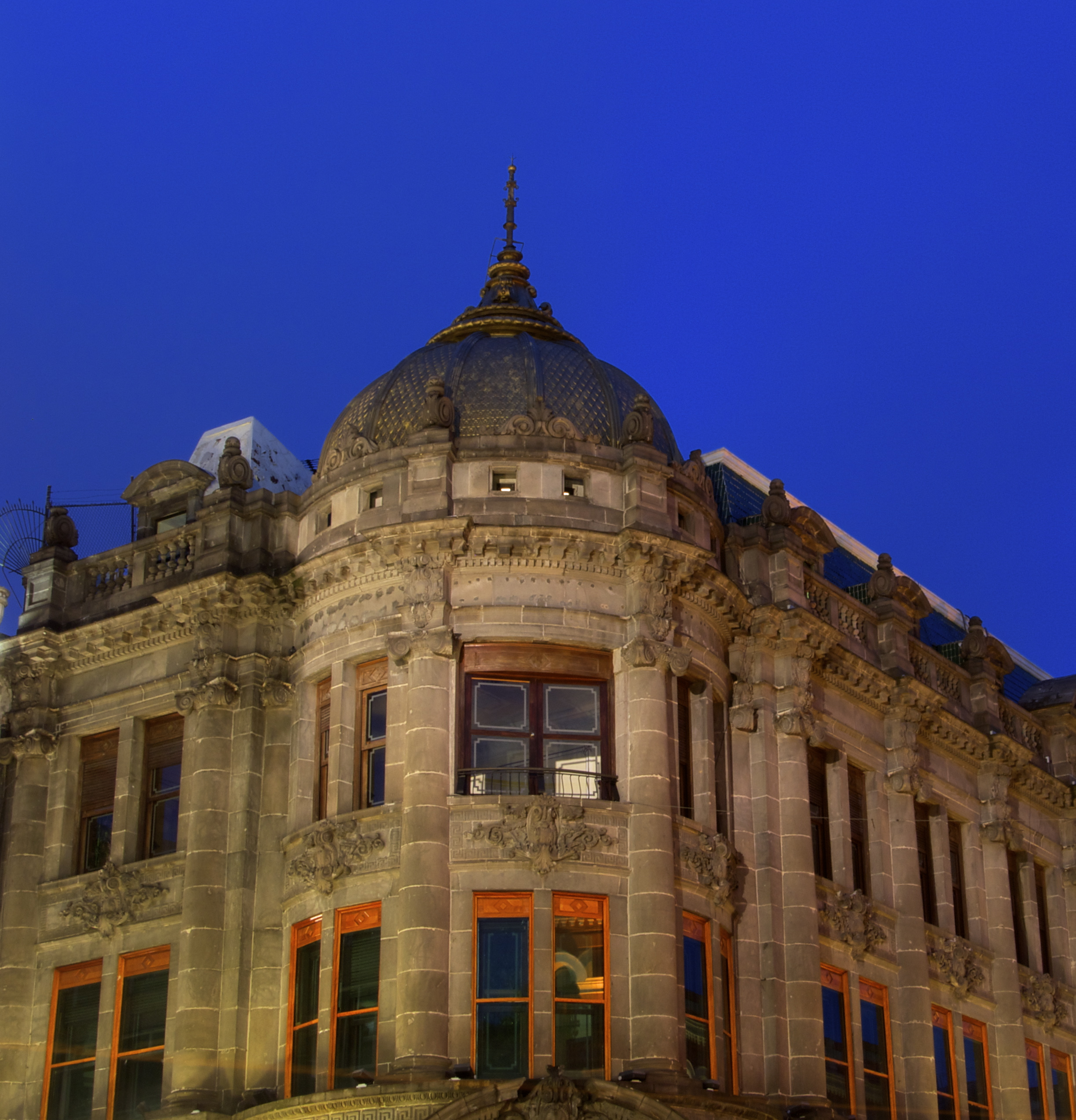
Edificio de protocolos del antiguo Banco Oriental de México. Puebla, México.

En 1900, Rivero Collada, junto con otro grupo de españoles de Puebla y Oaxaca, fundó el Banco Oriental de México, institución financiera de alcance regional, autorizada para la emisión de papel moneda que llegó a tener 17 sucursales: 7 en Puebla, 3 en Tlaxcala, 5 en Oaxaca y 2 en Chiapas.
En 1901 Rivero Collada fue elegido como segundo consejero propietario y por lo tanto vicepresidente del consejo de administración. A pesar de que había una organización formal para repartir las funciones administrativas, en la práctica, fue él quien realmente organizó los negocios y el desarrollo interno de la empresa. Para esta misma fecha era miembro de la Junta Directiva del Banco Central Mexicano, institución que funcionaba sólo en la ciudad de México para proteger los intereses de la banca regional y sus clientes y hacer servicios como cambiar sus billetes por los de circulación nacional.
En 1902 fue nombrado presidente del Oriental de México, y en ese mismo año intervino en la creación del Banco de Oaxaca, que en 1909 se fusionaría, junto con el Banco de Chiapas, con el Banco Oriental. 
En 1904 se constituyó otro banco, El Descuento Español, como banco privado, sin concesión federal y por lo tanto sin permiso de emitir billetes, del cual Rivero Collada fue principal accionista fundador y presidente del Consejo de Administración. Asimismo presidió el Consejo de Administración del Banco Español Refaccionario, creado en 1911.

## Influencia política
Una institución de la época fue el Viceconsulado de España en Puebla (1851-1931), que tenía como fin el proteger los intereses económicos de los españoles radicados en la ciudad. El gobernador de Puebla, Mucio P. Martínez, recomendó en 1903 a Rivero Collada para ser nombrado vicecónsul de España en México, cargo que ocuparía desde 1903 hasta 1915.
Se asoció con el gobernador de Puebla, Mucio P. Martínez, formando parte de la sociedad M. Martínez y Cía., fundada en 1904 con la finalidad de explotar propiedades del gobernador.
También estuvo relacionado con José Rafael Isunza, abogado de la familia desde que estaba en México su suegro Alejandro Quijano. Isunza fue abogado del Banco Oriental y posteriormente gobernador interino de Puebla en 1911.
Las distintas relaciones, tanto económicas, como políticas, favorecieron a Rivero Collada con facilidad de financiamientos, préstamos y estrategias en favor de sus intereses.

## Efectos de la Revolución mexicana
En 1911, Porfirio Díaz renunció a la presidencia de México, por el estallido de la Revolución mexicana. En un principio, el cambio de régimen político no impactó fuertemente en los negocios de Rivero Collada, sino hasta la Decena Trágica, en 1914. En consecuencia, Manuel Rivero se volvió blanco de la hispanofobia y las represalias a los grupos privilegiados de México, estrechamente relacionados con el régimen porfiriano y facciones contrarrevolucionarias.
El 26 de abril de 1911, obreros de las fábricas textiles lo acusaron de haber apoyado con fondos del Banco Oriental a Rafael Isunza, candidato porfirista para ocupar el cargo de gobernador del estado y en ese momento gobernador interino, acusaciones que desmintió.
En agosto de 1911, volvió a ser acusado de inmiscuirse en asuntos de política, ahora de apoyar la candidatura a la presidencia de México del general Bernardo Reyes, candidato opositor al partido Maderista.
La fábrica El Mayorazgo fue asaltada en julio de 1911 y a finales de 1914 fue ocupada por el ejército zapatista.

## Últimos años en México

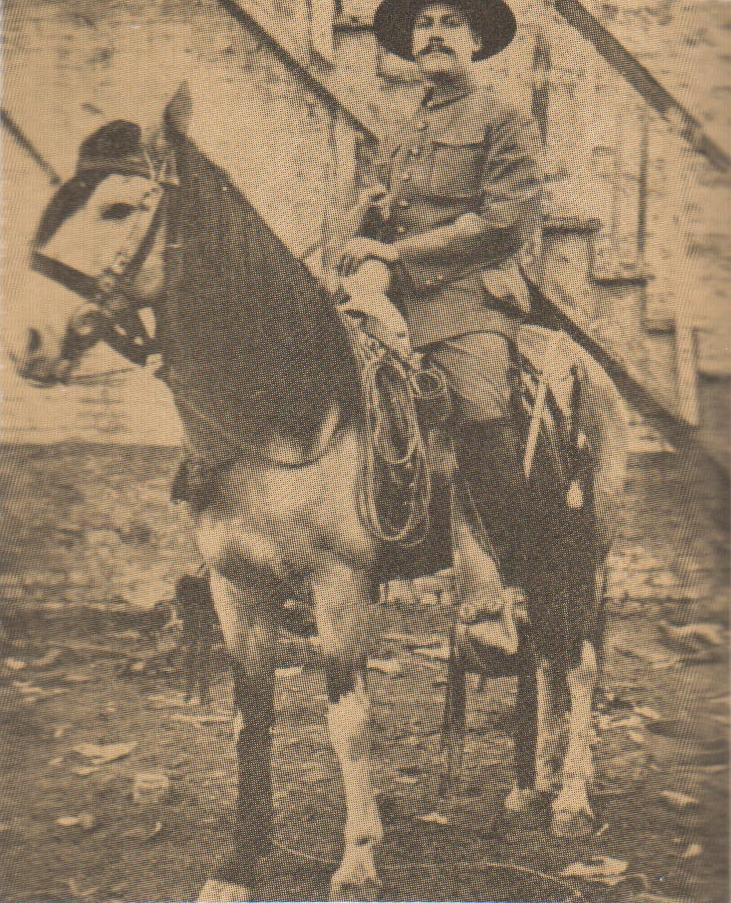
El gobernador y general Francisco Coss apoyó a Rivero Collada

A cambio de reconocerlo, el gobierno español envió al agente Manuel Walls a México para arreglar con Venustiano Carranza, las asperezas contra los españoles, los cuales habían apoyado al gobierno de Victoriano Huerta. Rivero Collada fue encargado de apoyar a Walls en el proceso, el cual fracasó. La ola antihispanica no disminuyó.
El 6 de noviembre de 1914, Rivero Collada fue acusado de inmiscuirse en la política, además de cometer abusos a los obreros, por lo que se le pidió responder un interrogatorio a lo cual se negó. Sus acusadores pidieron a Carranza que le aplicara el artículo 33 de la aún vigente Constitución de 1857 “por ser de los extorsionadores del pueblo y haber tomado participio siempre indirectamente en la cosa pública siendo Español, pues de hecho con todos los Gobiernos tuvo infinidad de ligas y concesiones”. El inculpado pidió ayuda al nuevo gobernador, Francisco Coss, quien ordenó, el 9 de noviembre, la suspensión del interrogatorio.
A finales de 1914 dejó la presidencia del Centro Industrial Mexicano. En septiembre de 1915 el Banco Oriental fue cerrado, y en 1916 fue incautado junto a los demás bancos de emisión, por el gobierno de Carranza.

## En España
De regreso a su país de origen, en 1916, Rivero Collada comenzó nuevas empresas y Alfonso XIII le otorgó el título de Conde de la Mesada. Durante los años 1920, con ayuda de su hijo Jesús, logró recuperar algunos de sus negocios en México, aunque nunca regresó a ese país. El Banco Oriental y el Banco Refaccionario volvieron a operar, pero cerraron definitivamente en la década de 1930. Manuel Rivero Collada murió en Sevilla, el 28 de noviembre de 1927.